# ATC-kod L03: Immunstimulerande medel
ATC-kod L03: Immunstimulerande medel är en del av klassificeringssystemet ATC (Anatomical Therapeutic Chemical Classification System) för läkemedel och vissa andra medicinska produkter. ATC utvecklas av WHO och består av alfanumeriska koder indelade i grupper utifrån anatomi, medicinsk funktion och läkemedelstyp på 5 olika kodnivåer. Denna sida utgör innehållet i en specifik grupp på nivå 2.

## L03A Cytokiner och immumodulerande medel

### L03AA Kolonistimulerande faktorer
L03AA02 Filgrastim (G-CSF)
L03AA03 Molgramostim
L03AA04 Interferon alfa
L03AA09 Sargramostim
L03AA10 Lenograstim
L03AA12 Ancestim
L03AA13 Pegfilgrastim

### L03AB Interferon
L03AB01 Interferon alfa, naturlig
L03AB02 Interferon beta, naturlig
L03AB03 Interferon gamma
L03AB04 Interferon alfa-2a
L03AB05 Interferon alfa-2b
L03AB06 Interferon alfa-n1
L03AB07 Interferon beta-1a
L03AB08 Interferon beta-1b
L03AB09 Interferon alfa-1
L03AB10 Peginterferon alfa-2b
L03AB11 Peginterferon alfa-2a

### L03AC Interleukiner
L03AC01 Aldesleukin
L03AC02 Oprelvekin

### L03AX Övriga cytokiner och immunmodulerare
L03AX01 Lentinan
L03AX02 Roquinimex
L03AX03 BCG-vaccin
L03AX04 Pegademas
L03AX05 Pidotimod
L03AX07 Poly I:C
L03AX08 Poly ICLC
L03AX09 Thymopentin
L03AX10 Immunocyanin
L03AX11 Tasonermin
L03AX12 Melanomvaccin
L03AX13 Glatirameracetat
L03AX14 Histamindihydroklorid

### Engelska
- WHO Collaborating Centre for Drug Statistics Methodology - ATC Index
- WHO Collaborating Centre for Drug Statistics Methodology - ATCvet Index

### Svenska
- SIL online
- FASS.se - ATC
- FASS.se - Veterinär-ATC
- Sök läkemedelsfakta - Läkemedelsverket
- Socialstyrelsen : Klassifikationer
- Nationellt produktregister för läkemedel - NPL